# Calydna cea
Calydna cea is een vlindersoort uit de familie van de prachtvlinders (Riodinidae), onderfamilie Riodininae.
Calydna cea werd in 1859 beschreven door Hewitson.